# Maske
Maske je debutové album německého rappera Sida. Vyšlo v dubnu roku 2004 pod labelem Aggro Berlin.

## Singly
První singl "Mein Block" vyšel 19. dubna 2004, produkoval ho Roe Beardie.Okamžitě se vyšplhal na 13 místo v žebříčku singlů.Druhým singlem se stal "Fuffies im Club" feat. Harris, produkoval ho opět Roe Beardie. Vyšel 16. srpna 2004 a dosáhl 18. místa v žebříčku singlů. Třetí singl vyšel 31. ledna 2005, jmenoval se "Mama ist stolz". Sido si ho produkoval sám a je věnovaný jeho matce. Vyšplhal se na 25 místo.

## Tracklist
1. Interview (Prod. Sido )
2. Aus’m Weg (Prod. Sido )
3. Steig Ein! (Prod. Roe Beardie )
4. Mein Block (Prod. Roe Beardie )
5. Maske (Prod. Sido )
6. Mama Ist Stolz (Prod. Sido )
7. Sido Und Die Drogen (Prod. )
8. Endlich Wochenende (Prod. Roe Beardie )
9. 3 Leben (Ft. Tony D & Mesut) (Prod. Beathoavenz )
10. Knast (Prod. Sido )
11. Taxi (Ft. Olli Banjo) (Prod. Roe Beardie )
12. Fuffies Im Club (Ft. Harris) (Prod. Roe Beardie )
13. Was Hat Er? (Ft. Olli Banjo) (Prod. Roe Beardie )
14. Glas Hoch! (Ft. Harris) (Prod. Beathoavenz )
15. Die Sekte (Ft. Die Sekte) (Prod. B-Tight )
16. Ghettoloch (Prod. Roe Beardie )
17. Sido Aus’m Block (Prod. Bommer )